# باطل (قانون)
في القانون، باطل ظاو لاغ يعني لا يوجد تأثير قانوني. أي إجراء أو مستند أو معاملة لاغية ليس له أي تأثير قانوني على الإطلاق: البطلان المطلق - يعامله القانون كما لو أنه لم يكن موجودًا أو حدث. المصطلح void ab initio، والذي يعني «أن يعامل على أنه غير صالح من البداية»، يأتي من إضافة العبارة اللاتينية ab initio (من البداية) كمؤهل. على سبيل المثال، في العديد من الدول حيث يوقع الشخص عقد تحت الإكراه، أن عقد يتم التعامل باعتباره باطلا من أساسه. المزيج المتكرر «باطل ولاغٍ» هو ضجة قانونية. يستخدم المصطلح في القانون الجنائي للإشارة إلى إعلان أو حكم بأن القانون باطل لأنه غير واضح بما فيه الكفاية.

## فريف
يعرّف قاموس بلاك القانوني «باطل» على النحو التالي:
 مما يعني عدم وجود التزام قانوني وبالتالي لن يكون هناك خرق للعقد لأن العقد لاغٍ.
يمضي القاموس كذلك لتعريف void ab initio على النحو التالي: [بحاجة لمصدر]
 من الناحية العملية، يستخدم المصطلح عادة في تناقض مع «قابل للإبطال» و «غير قابل للتنفيذ»، والفرق الرئيسي هو أن الإجراء القابل للإبطال يبقى صالحًا حتى يتم تجنبه.